# Ã
Ã/ã (a-тильда; a з тильдою) — літера, що використовується в абетках кількох мов, зазвичай вважається варіацією літери A.
У португальській мові Ã/ã позначає носовий голосний середнього ряду, /ɐ̃/ (точна висота тону варіює від відкритої до середньозакритої залежно від діалекту). Звук виник шляхом назалізації латинських злиттів an та am: germana > irmã «сестра». Сполучення ãe відповідає дифтонгу [ɐ̃ĩ̯], ão — [ɐ̃ũ̯].
Також літера вживається в аромунській, гуарані, кашубській та в'єтнамській мовах. В останній цей символ позначає [aː] з нисхідно-висхідним тоном.
У МФА символ /ã/ позначає носовий відкритий неокруглений голосний, що зустрічається, наприклад, у французьких словах maman та Jean.

## Кодування
| Графема | HTML     | Юнікод | TeX      |
| ------- | -------- | ------ | -------- |
| Ã       | &Atilde; | U+00C3 | \tilde A |
| ã       | &atilde; | U+00E3 | \tilde a |